# Eric Seelig
Eric Seelig (Bromberg, 15 de julho de 1909, 19 de janeiro de 1984) foi um campeão de boxe da Alemanha. Por ser judeu, seus títulos foram caçados pelo governo nazi e, em julho de 1933, foi ameaçado pelos nazistas se tivesse coragem de lutar novamente. Seelig se mudou para a França e seus títulos nunca foram reconcedidos.
Seelig competiu pela França por alguns anos antes de imigrar nos Estados Unidos via Cuba em 1935. Teve grande sucesso no país, conseguindo 40 vitórias (9 por nocaute), 7 empates e 10 derrotas.